# Стракониці (округ)
Стракониці (чеськ. Okres Strakonice) — адміністративно-територіальна одиниця в Південночеському краї Чеської Республіки. Адміністративний центр — місто Стракониці.
До округу входить 112 муніципалітетів, з котрих 7 — міста.